# Kevin Haney
Kevin Haney é um maquiador estadunidense. Venceu o Oscar de melhor maquiagem e penteados na edição de 1990 por Driving Miss Daisy, ao lado de Manlio Rocchetti e Lynn Barber.